# Pchacze typu Bizon

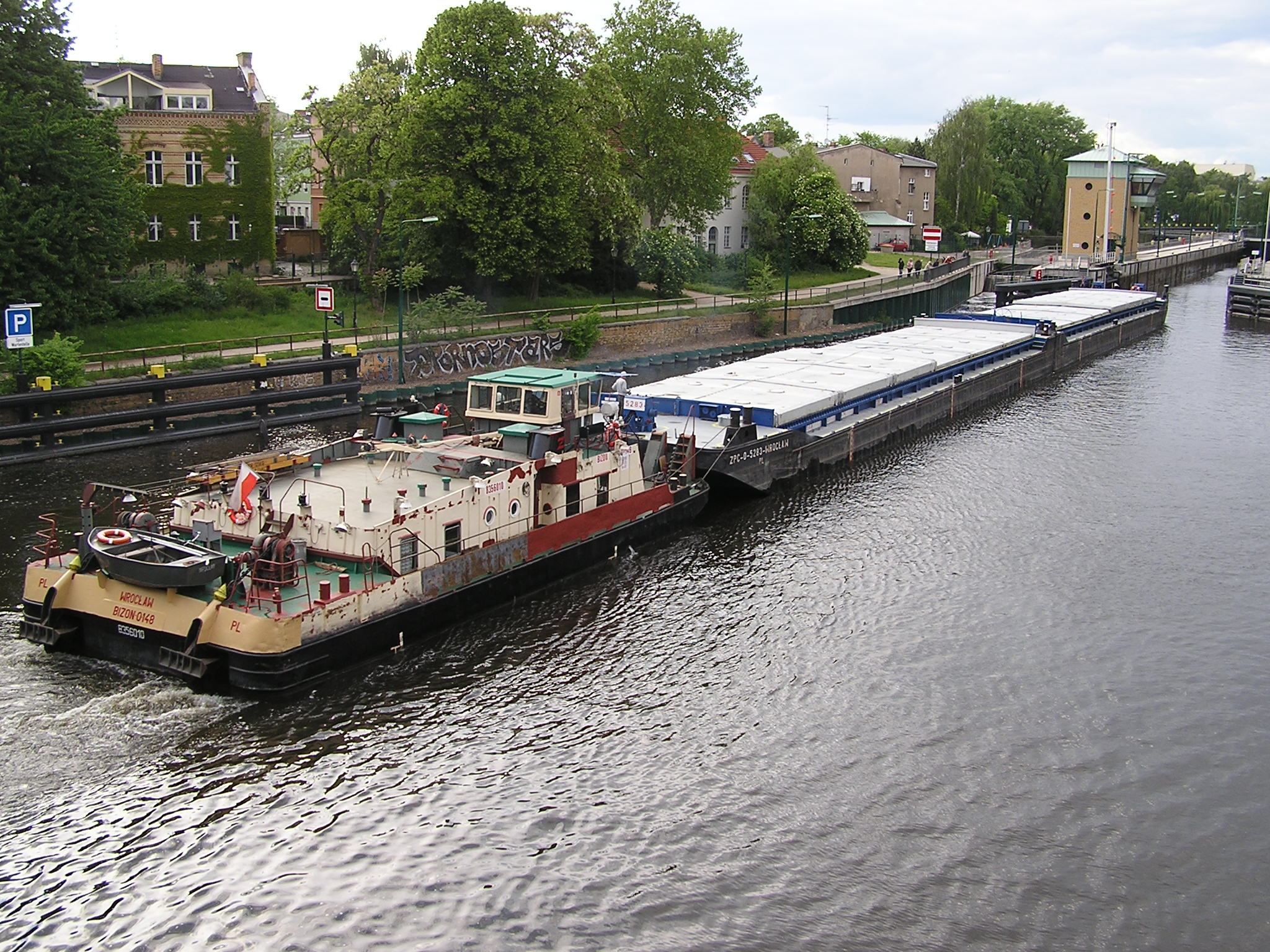
Pchacz Odratrans Bizon B-O-148 z barkami na śluzie wodnej w Spandau

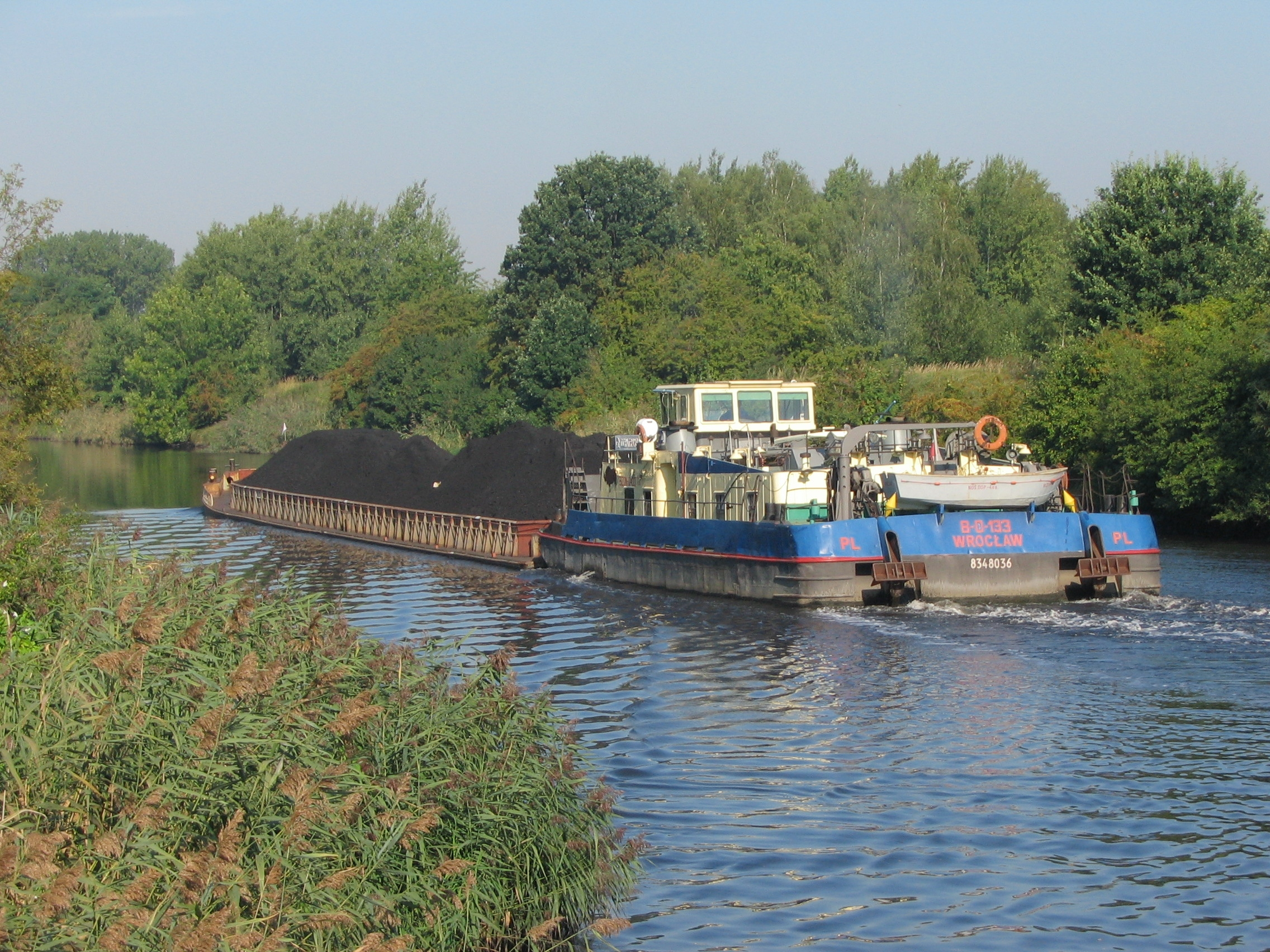
Pchacz Odratrans Bizon B-O-133 z barką na Kanale Gliwickim

Bizon – polski typ pchaczy, budowanych od lat 60. XX wieku do lat 80. XX wieku przez Płocką Stocznię Rzeczną w Płocku, Tczewską Stocznię Rzeczną w Tczewie, zaś silniki spalinowe produkowane przez Zakłady Mechaniczne im. Marcelego Nowotki w Warszawie na licencji silnika Henschel.

## Dane techniczne
- Długość całkowita: 20,85 m
- Długość na wodnicy: 20,60 m
- Szerokość na wręgach: 8,20 m
- Szerokość całkowita: 8,28 m
- Wysokość boczna: 2,00 m
- Zanurzenie konstrukcyjne: 1,15 m
- Wysokość nierozbieralna przy opuszczonej sterówce: 3,60 m
- Wysokość nierozbieralna przy podniesionej sterówce: 5,00 m
- Uciąg na palu: 50 kN
- Prędkość z dwiema barkami: 10,5 km/godz.
- Autonomiczność żeglugi: 155 godz
- Napęd: zespół 2 silników wysokoprężnych 4BH22 (prod. H.Cegielski Poznań lub Zgoda Świętochłowice) o mocy 160 KM każdy